# Filmåret 1928

## Händelser

### Oktober
- 19 oktober – China, Sveriges största biograf med 1 500 platser, invigs med Sverigepremiär av filmen Anna Karenina, där Greta Garbo spelar huvudrollen.[1]

## Academy Awards, Oscar: (i urval)
Se här för komplett lista

## Årets filmer

### A - G
- A.-B. Gifta Bort Baron Olson
- Boadicea
- Champagne
- Cirkus
- Den mystiska kvinnan
- En av de många
- En gudomlig kvinna
- En kvinnas martyrium
- En natt i hamn
- Erik XIV
- Ett revolutionsbröllop
- Flickan med svavelstickorna
- Gröna hatten
- Gustaf Wasa del I
- Gustaf Wasa del II

### H - N
- Hans Kungl. Höghet shinglar
- Hattmakarens bal
- Helvetet vid Verdun
- Janssons frestelse
- Med Sven Hedin i österled
- Musse Pigg som Ångbåtskalle
- Musse Piggs luftfärd

### O - U
- Parisiskor
- Skrattmänniskan
- Skånekrönika
- Spione
- Stormen
- Stormens barn
- Svarte Rudolf
- Synd
- Syndens masker

### V - Ö
- X-miljonären
- Ådalens poesi
- Öknens hjältar
- Östersund och östersundare

## Födda
- 23 januari – Lennart Lundh, svensk skådespelare.
- 24 januari – Michel Serrault, fransk skådespelare.
- 5 februari – Tage Danielsson, svensk komiker, författare, regissör och skådespelare.
- 16 februari – Olle Teimert, svensk skådespelare.
- 20 februari – Stellan Skantz, svensk skådespelare och inpicient.
- 19 mars – Patrick McGoohan, amerikansk skådespelare.
- 26 mars – Åke Hylén, svensk skådespelare och stillbildsfotograf.
- 4 april – Jimmy Logan, skotsk-brittisk skådespelare.
- 5 april – Lars-Erik Liedholm, svensk skådespelare, regissör, regiassistent och manusförfattare.
- 7 april – Per Appelberg, svensk skådespelare.
- 8 april – Fred Ebb, amerikansk sångtextförfattare, manusförfattare, kompositör och filmproducent.
- 14 april – Egil Monn-Iversen, norsk kompositör och filmproducent.
- 17 april – Sture Hovstadius, svensk skådespelare.
- 23 april – Shirley Temple, amerikansk skådespelare och diplomat.
- 29 april – Svenerik Perzon, svensk skådespelare.
- 5 maj – Pierre Schoendoerffer, fransk filmskapare, författare och krigskorrespondent.
- 8 maj – Hans Sackemark, svensk skådespelare och producent.
- 12 maj – Burt Bacharach, amerikansk kompositör av framförallt populärmusik och filmmusik.
- 13 maj – Édouard Molinaro, fransk regissör
- 30 maj – Agnes Varda, fransk regissör.
- 31 maj
  - Maj Larsson, svensk sångerska, skådespelare och talpedagog.
  - Siv Larsson, svensk sångerska och skådespelare.
- 11 juni – Verner Edberg, svensk skådespelare.
- 16 juni – Sten Mattsson, svensk skådespelare.
- 24 juni – Kaj Hjelm, svensk barnskådespelare.
- 1 juli – Birgitta Ulfsson, finlandssvensk skådespelare.
- 14 juli – Nancy Olson, amerikansk skådespelare.
- 18 juli – Stig Grybe, svensk skådespelare och komiker.
- 22 juli – Åke Lindström, svensk skådespelare och regissör.
- 26 juli – Stanley Kubrick, amerikansk filmregissör.
- 3 augusti – Henning Moritzen, dansk skådespelare och regissör.
- 31 augusti – James Coburn, amerikansk skådespelare.
- 17 september – Roddy McDowall, brittiskfödd amerikansk skådespelare.
- 19 september
  - Kåre Santesson, svensk skådespelare, producent och regissör.
  - Adam West, amerikansk skådespelare.
- 22 september – Halvar Björk, svensk skådespelare.
- 6 oktober – Olle Granberg, svensk skådespelare och programledare i radio.
- 3 november – Osamu Tezuka, japansk animatör.
- 10 november
  - Ennio Morricone, italiensk kompositör, främst av filmmusik, och orkesterledare.
  - Beppe Wolgers, svensk författare, poet, översättare, entertainer.
- 5 december – Doreen Denning, svensk skådespelare och dubbningsregissör.
- 6 december – Gunnar Hellström, svensk skådespelare och regissör.
- 8 december – Cleo Jensen, dansk sångerska och skådespelare.
- 9 december – Dick Van Patten, amerikansk skådespelare.
- 12 december – Ernst-Hugo Järegård, svensk skådespelare.
- 27 december – Ove Tjernberg, svensk skådespelare.

## Avlidna
- 3 januari – Ejnar Smith, 49, svensk författare och manusförfattare.
- 16 februari – Eddie Foy, 71, amerikansk skådespelare.
- 7 mars – William H. Crane, 82, amerikansk skådespelare.
- 1 april – Nils Aréhn, 50, svensk skådespelare.
- 27 juni – Robert B. Mantell, 74, skotsk-amerikansk skådespelare.
- 21 juli – Ellen Terry, 80, brittisk skådespelare.
- 10 augusti – Hjalmar Selander, 69, svensk skådespelare, regissör och teaterdirektör.
- 8 november – Mauritz Stiller, 45, svensk filmregissör.
- 14 december – Theodore Roberts, 67, amerikansk skådespelare.

### Fotnoter
1. ↑  Sverige 1900-talet – 1928, NE, Bra Böcker, 2000